# Црна Гора на Летњим олимпијским играма 2016.
Црна Гора ће учествовати на Летњим олимпијским играма 2016. које ће се одржати у Рио де Жанеиру (Бразил) од 5. до 21. августа 2016. године. Биће то њихово треће учешће као самосталне земље на ЛОИ.
Црну Гору представља укупно 34 спортиста у 7 спортова, по 17 у обе конкуренције. Наионалну заставу на церемонији отварања Игара носила је рукометашица Бојана Поповић.

## Учесници по спортовима
| Спорт      | Мушкарци | Жене | Укупно |
| ---------- | -------- | ---- | ------ |
| Атлетика   | 1        | 1    | 2      |
| Ватерполо  | 13       | 0    | 13     |
| Једрење    | 1        | 0    | 1      |
| Пливање    | 1        | 1    | 2      |
| Рукомет    | 0        | 14   | 14     |
| Тенис      | 0        | 1    | 1      |
| Џудо       | 1        | 0    | 1      |
| 7 спортова | 17       | 17   | 34     |

## Атлетика
Мушкарци
| Атлетичар       | Дисциплина   | Квалификације | Квалификације | Финале   | Финале  |
| Атлетичар       | Дисциплина   | Резултат      | Пласман       | Резултат | Пласман |
| --------------- | ------------ | ------------- | ------------- | -------- | ------- |
| Данијел Фуртула | бацање диска |               |               |          |         |

Жене
| Атлетичарка       | Дисциплина | Квалификације | Квалификације | Полуфинале | Полуфинале | Финале | Финале |
| Атлетичарка       | Дисциплина | Рез.          | Плас.         | Рез.       | Плас.      | Рез.   | Плас.  |
| ----------------- | ---------- | ------------- | ------------- | ---------- | ---------- | ------ | ------ |
| Слађана Перуновић | Маратон    | Н/Д           | Н/Д           | Н/Д        | Н/Д        |        |        |

## Ватерполо
- Мушка ватерполо репрезентација (13 играча) квалификовала се на Олимпијске игре захваљујући пласману у финале Европског првенства 2016. у Београду.[1]

### Групна фаза такмичења
| 6. август 2016. 13:00 | Извештај | Француска                                    | 4 : 7 | Црна Гора | Марија Ленк центар Рио де Жанеиро |
| 6. август 2016. 13:00 | Извештај | Резултати по четвртинама: 0:2, 0:3, 1:0, 3:2 |       |           | Марија Ленк центар Рио де Жанеиро |

| 8. август 2016. 09:00 | Хрватска | : | Црна Гора | Марија Ленк центар Рио де Жанеиро |

| 10. август 2016. 13:00 | Црна Гора | : | Италија | Марија Ленк центар Рио де Жанеиро |

| 12. август 2016. 11:40 | Сједињене Државе | : | Црна Гора | Марија Ленк центар Рио де Жанеиро |

| 14. август 2016. 19:30 | Црна Гора | : | Шпанија | Марија Ленк центар Рио де Жанеиро |

| Репрезентација   | ОУ | П | Н | И | ДГ | ПГ | РГ | Бод |
| ---------------- | -- | - | - | - | -- | -- | -- | --- |
| Сједињене Државе | 0  | 0 | 0 | 0 | 0  | 0  | 0  | 0   |
| Шпанија          | 0  | 0 | 0 | 0 | 0  | 0  | 0  | 0   |
| Француска        | 0  | 0 | 0 | 0 | 0  | 0  | 0  | 0   |
| Црна Гора        | 0  | 0 | 0 | 0 | 0  | 0  | 0  | 0   |
| Италија          | 0  | 0 | 0 | 0 | 0  | 0  | 0  | 0   |
| Хрватска         | 0  | 0 | 0 | 0 | 0  | 0  | 0  | 0   |

## Једрење
Црна Гора је обезбедила једну учесничку квоту у једрењу на основу пласмана својих такмичара на светском првенству.
Men
| Једриличар    | Дисциплина | Трка | Трка | Трка | Трка | Трка | Трка | Трка | Трка | Трка | Трка | Трка | Нет поени | Коначан пласман |
| Једриличар    | Дисциплина | 1    | 2    | 3    | 4    | 5    | 6    | 7    | 8    | 9    | 10   | M*   | Нет поени | Коначан пласман |
| ------------- | ---------- | ---- | ---- | ---- | ---- | ---- | ---- | ---- | ---- | ---- | ---- | ---- | --------- | --------------- |
| Миливој Дукић | Ласер      |      |      |      |      |      |      |      |      |      |      |      |           |                 |

M = Плов за медаљу; EЛ = Елиминисан

## Пливање
Црногорски олимпијски комитет је добио две позивнице за учешће на пливачким такмичењима од стране ФИНА.
Мушкарци
| Пливач      | Дисциплина    | Квалификације | Квалификације | Полуфинале | Полуфинале | Финале | Финале |
| Пливач      | Дисциплина    | Време         | Плас.         | Време      | Плас.      | Време  | Плас.  |
| ----------- | ------------- | ------------- | ------------- | ---------- | ---------- | ------ | ------ |
| Максим Инић | 50 м слободно |               |               |            |            |        |        |

Жене
| Пливачица     | Дисциплина     | Квалификације | Квалификације | Полуфинале | Полуфинале | Финале | Финале |
| Пливачица     | Дисциплина     | Време         | Плас.         | Време      | Плас.      | Време  | Плас.  |
| ------------- | -------------- | ------------- | ------------- | ---------- | ---------- | ------ | ------ |
| Јована Терзић | 100 м слободно |               |               |            |            |        |        |

## Рукомет
- Женска рукометна репрезентација Црне Горе (14 играчица)

## Тенис
Црна Гора има обезбеђену једну квоту у тенису на основу пласмана на светској ранг листи на дан 6. јуна 2016. године.
| Тенисерка     | Дисциплина   | Прво коло                | Друго коло         | Треће коло         | Четвртфинале       | Полуфинале         | Финале / БМ        | Финале / БМ       |
| Тенисерка     | Дисциплина   | Резултат Противник       | Резултат Противник | Резултат Противник | Резултат Противник | Резултат Противник | Резултат Противник | Плас.             |
| ------------- | ------------ | ------------------------ | ------------------ | ------------------ | ------------------ | ------------------ | ------------------ | ----------------- |
| Данка Ковинић | Женски сингл | Киз (USA) · ПОР 3:6, 3:6 | Није се пласирала  | Није се пласирала  | Није се пласирала  | Није се пласирала  | Није се пласирала  | Није се пласирала |

## Џудо
Црногорски олимпијски комитет добио је једно место на основу специјалне позивнице.
| Џудиста         | Дисциплина | 1. коло            | 1/8 финала         | 1/4 финала         | Полуфинале         | Финале             | Репесаж 1          | Репесаже 1/4 финале | Репесаж полуфинале | Борба за бронзу    | Поз. |
| Џудиста         | Дисциплина | Противник Резултат | Противник Резултат | Противник Резултат | Противник Резултат | Противник Резултат | Противник Резултат | Противник Резултат  | Противник Резултат | Противник Резултат | Поз. |
| --------------- | ---------- | ------------------ | ------------------ | ------------------ | ------------------ | ------------------ | ------------------ | ------------------- | ------------------ | ------------------ | ---- |
| Срђан Мрваљевић | − 81 кг    | Слободан           | Думинича (MDA) ·   |                    |                    |                    |                    |                     |                    |                    |      |